# Accession Council
Im Vereinigten Königreich ist der Accession Council (dt. etwa Thronbesteigungsrat) ein zeremonielles Organ, das beim Tode oder der Abdankung eines Monarchen zusammentritt, um die Thronbesteigung seines Nachfolgers auszurufen und vom neuen Monarchen einen Treueid entgegenzunehmen.
Das bisher letzte Zusammentreffen des Rates fand am 10. September 2022 statt, als König Charles III. zum neuen Monarchen ausgerufen wurde. Es war das erste Zusammentreffen des Rates nach über 70 Jahren.

## Zusammensetzung
Der Accession Council besteht aus den Mitgliedern des Privy Council, Mitgliedern des Oberhauses, dem Lord Mayor of London, den Ratsherren der City of London und den Hochkommissaren der Commonwealth Realms. Der Rat tritt im St James’s Palace zusammen, verkündigt förmlich die Thronbesteigung eines neuen Souveräns und empfängt einen Eid von ihm, die Church of Scotland zu bewahren. Diese Ausrufung ist zwar Teil der Tradition, rechtlich aber belanglos, da im Falle des Todes des Monarchen sein Nachfolger automatisch zum König wird, wie es der Act of Settlement festlegt.

## Die Bekanntmachung und die Eide
Die Bekanntmachung des Rates, die den Namen des Erben bestätigt, wird von allen anwesenden Kronräten unterschrieben. Sie wird traditionell an mehreren Orten in London, Edinburgh, Windsor und York öffentlich verlesen. Außerdem wird sie in jeder Stadt und jedem Dorf an zentraler Stelle ausgerufen. Ihr Wortlaut ist üblicherweise:

„Da es Gott, dem Allmächtigen, gefallen hat, unseren verstorbenen höchsten Herrn/unsere verstorbene höchste Herrin, König/in N (den #ten/die #te) seligen und glorreichen Andenkens in Seine Gnade heimzurufen, durch dessen/deren Tod die Krone einzig und rechtmäßig an den hohen und mächtigen Fürsten/die hohe und mächtige Fürstin N gefallen ist - verkünden und verlautbaren deshalb wir, die geistlichen und weltlichen Lords dieses Reiches, mit Unterstützung von Mitgliedern des Kronrates Seiner/Ihrer verstorbenen Majestät, mit Vertretern anderer Mitglieder des Commonwealths, mit anderen erstrangigen Herren von Größe, mit dem Lord Mayor, Aldermen und Bürgern Londons, mit einer Stimme und Einverständnis der Zunge wie des Herzen, dass der hohe und mächtige Fürst/die hohe und mächtige Fürstin N nun, durch den Tod unseres verstorbenen Souveräns glücklichen Andenkens, König/Königin N (der/die #te) geworden ist, von Gottes Gnaden König/in dieses Reiches und aller Seiner/Ihrer anderen Reiche und Gebiete, Oberhaupt des Commonwealth, Verteidiger/in des Glaubens, den/die Seine/Ihre Lehnsleute ihres Vertrauens und ständigen Gehorsams versichern, mit herzlicher und demütiger Zuneigung, Gott, durch den Könige herrschen, bittend, den königlichen Fürsten/die königliche Fürstin N (den/die #te/n) mit langen und glücklichen Jahren der Herrschaft über uns zu segnen.“

Der Wortlaut wird im Detail den Umständen angepasst. Zum Beispiel musste sie bei der Thronbesteigung Georgs VI. geändert werden, da Eduard VIII. nicht gestorben war, sondern abgedankt hatte, und zwischen Eduard VII. und Georg VI. wurde bei der Aufzählung der Titel noch der des „Kaisers von Indien“ genannt.
Der neue Souverän, der normalerweise anwesend ist, leistet dann einen Eid, die Church of Scotland zu bewahren und zu verteidigen. (Königin Elisabeth II. war zu dem Zeitpunkt, als sie den Thron bestieg, in Kenia. Der Accession Council trat darum zweimal zusammen, zuerst für die Ausrufung und dann für den Eid.) Der neue Souverän muss auch einen Eid bezüglich der Church of England leisten, aber dies geschieht in Gegenwart des Parlaments. Dieser Eid, bekannt als „Accession Declaration“, lautet wie folgt:

„Ich, N, bekenne, bezeuge und erkläre in Gottes Gegenwart feierlich und aufrichtig, dass ich gläubiger Protestant bin, und dass ich gemäß der wahren Absicht der Gesetze zur Wahrung der protestantischen Nachfolge auf dem Thron meines Reiches diese Gesetze mit bester Kraft aufrechterhalten und bewahren werde.“

Dieser Eid, den als erster Georg V. im Jahre 1910 leistete, ist eine gemäßigte Version des Eides, den jeder Monarch von Wilhelm III. und Maria II. 1689 bis Eduard VII. 1901 leistete, und der im frühen 20. Jahrhundert als zu offensichtlich antikatholisch verworfen wurde:

„Ich, N, bekenne, bezeuge und erkläre, dass ich glaube, dass es im Sakrament des Abendmahles keinerlei Transsubstantiation irgendeiner Art der Elemente von Brot und Wein in Leib und Blut Christi gibt, weder bei noch nach ihrer Weihe durch welche Person auch immer; und dass die Anrufung oder Anbetung der Jungfrau Maria oder eines anderen Heiligen, und das Messopfer, wie sie heute in der Römischen Kirche üblich sind, abergläubisch und abgöttisch sind. Und ich bekenne, bezeuge und erkläre in Gottes Gegenwart feierlich, dass ich diese Erklärung und jeden Teil davon im einfachen und üblichen Sinn der Worte, die mir vorgelesen werden, mache, wie sie üblicherweise von englischen Protestanten verstanden werden, ohne jeden Art von Dispens durch irgendeine Person oder Behörde oder irgendwelche Person, und ohne zu glauben, dass ich vor Gott oder den Menschen freigesprochen oder von dieser Erklärung oder irgendeinem Teil davon losgesprochen werden könnte, wenn auch der Papst, oder eine andere Person oder andere Personen, oder irgendeine Macht, mich von derselben lossprechen oder sie annullieren könnte oder erklären, dass sie von Anfang an null und nichtig war.“

Dieser Eid war ursprünglich durch die Testakte für alle Mitglieder beider Häuser des Parlaments verpflichtend, ebenso für alle staatlichen Beamten. Nach der Katholikenemanzipation wurde er jedoch nur noch vom Monarchen geleistet.